# Schrankia erromanga
Schrankia erromanga là một loài bướm đêm trong họ Erebidae.